# Quoi !
Quoi ! est un album de bande dessinée collectif publié par la maison d'édition de bande dessinée alternative française L'Association en novembre 2011.
Cinq cofondateurs de L'Association (David B., Killoffer, Mokeit, Stanislas et Lewis Trondheim) et quatre de ses compagnons de route (Charles Berbérian, Jean-Louis Capron, Jean-Yves Duhoo, Joann Sfar) y reviennent dans de courts récits dessinée sur l'histoire de la maison, quelques mois après le départ de son sixième cofondateur et maître d'œuvre durant de nombreuses années Jean-Christophe Menu dans un contexte extrêmement tendu.

## Historique de publication
Quoi ! est l'épilogue de la crise à la fois humaine et économique qui a secoué publiquement  en 2005-2006 puis 2010-2011 L'Association, la plus renommée des maisons d'édition de la bande dessinée alternative francophone des 1990, et qui a débouché sur le départ le 23 mai 2011 de Jean-Christophe Menu, principal animateur (et directeur salarié de 1999 à 2010) de ce qui était restée depuis sa fondation une association loi de 1901.
Alors que la crise de L'Association bat son plein au début du printemps 2011, Actua BD annonce pour septembre la sortie dans la collection « Shampooing » de Delcourt d'une histoire de L'Association par Lewis Trondheim. Après l'éviction de l'équipe sortant dirigée par Menu lors d'une assemblée générale extraordinaire de l'association en avril 2011, puis du départ définitif de Menu lui-même le mois suivant, le projet prend la forme d'un ouvrage collectif qui serait publié par L'Assocation elle-même.
Intitulé Quoi ! et réunissant cinq cofondateurs de L'Association (David B., Killoffer, Mokeit, Stanislas et Lewis Trondheim) et quatre de ses compagnons de route (Charles Berbérian, Jean-Louis Capron, Jean-Yves Duhoo, Joann Sfar), le livre est présenté lors de l'assemblée générale du 19 novembre 2011. Alors que la presse avait amplement couvert les turpitudes des mois précédents, cet événement qui se déroule dans le calme passe relativement inaperçu.

## Publication
- Quoi !, L'Association, 2011  (ISBN 2-84414-438-1).